# Yttertak
Ett yttertak är ett byggnadselement som utgör en byggnads övre avgränsning och, i Sverige, fungerar som klimatgräns. Jämför innertak. 

## Takets delar
- Gavelsprång
- Läkt
- Takfall
- Takfot även kallat taksprång eller takskägg
- Takkupa
- Taklag, takstomme eller takröste
- Taklist
- Taknock eller takås
- Takpanel
- Takryttare
- Takränna
- Taksparre
- Takspegel
- Takstol
- Takstege
- Tätskikt
- Vindskida eller vindskiva

## Yttertaksbeklädnad
En yttertaksbeklädnad vars uppgift är att skydda byggnaden från väder och vind och avleda regnvattnet eller snö, kan bestå av olika material, till exempel:
- tegel (Taktegel)
- betong (Betongtakpannor)
- plåt av aluminium, stål eller koppar
- trä (se till exempel spåntak) eller vedtak
- skiffer (se skiffertak)
- bandplåt eller korrugerad plåt
- plast
- skivor av glas.
- takpapp (papptak) eller shingel
- sten
- asbestcement (typ eternit och liknande) med flera konstgjorda skivor.
- växtmaterial
  - torvtak
  - strå (stråtak) eller agtak.
  - gröna tak med växtbädd.

## Några vanliga former av yttertak
- Hjälmtak
- Korstak
- Kupoltak
- Kägeltak eller kontak
- Mansardtak
- Motfallstak eller V-tak
- Plantak eller terrasstak
- Pulpettak
- Sadeltak
- Skärmtak
- Sågtak
- Säteritak
- Torntak
- Tälttak eller pyramidtak
- Valmat tak, även kallat valmtak eller holländskt tak

Det finns också flera kombinationer av ovanstående tak såsom mansardpulpettak, mansaradtälttak och valmat mansardtak.